# بیککو بیتی
بیککو بیتی (به عربی: قمة بتة) یک کوه در لیبی است که در لیبی واقع شده‌است. بیککو بیتی ۲٬۲۶۶ متر بالاتر از سطح دریا واقع شده‌است.